# 아로스티치니

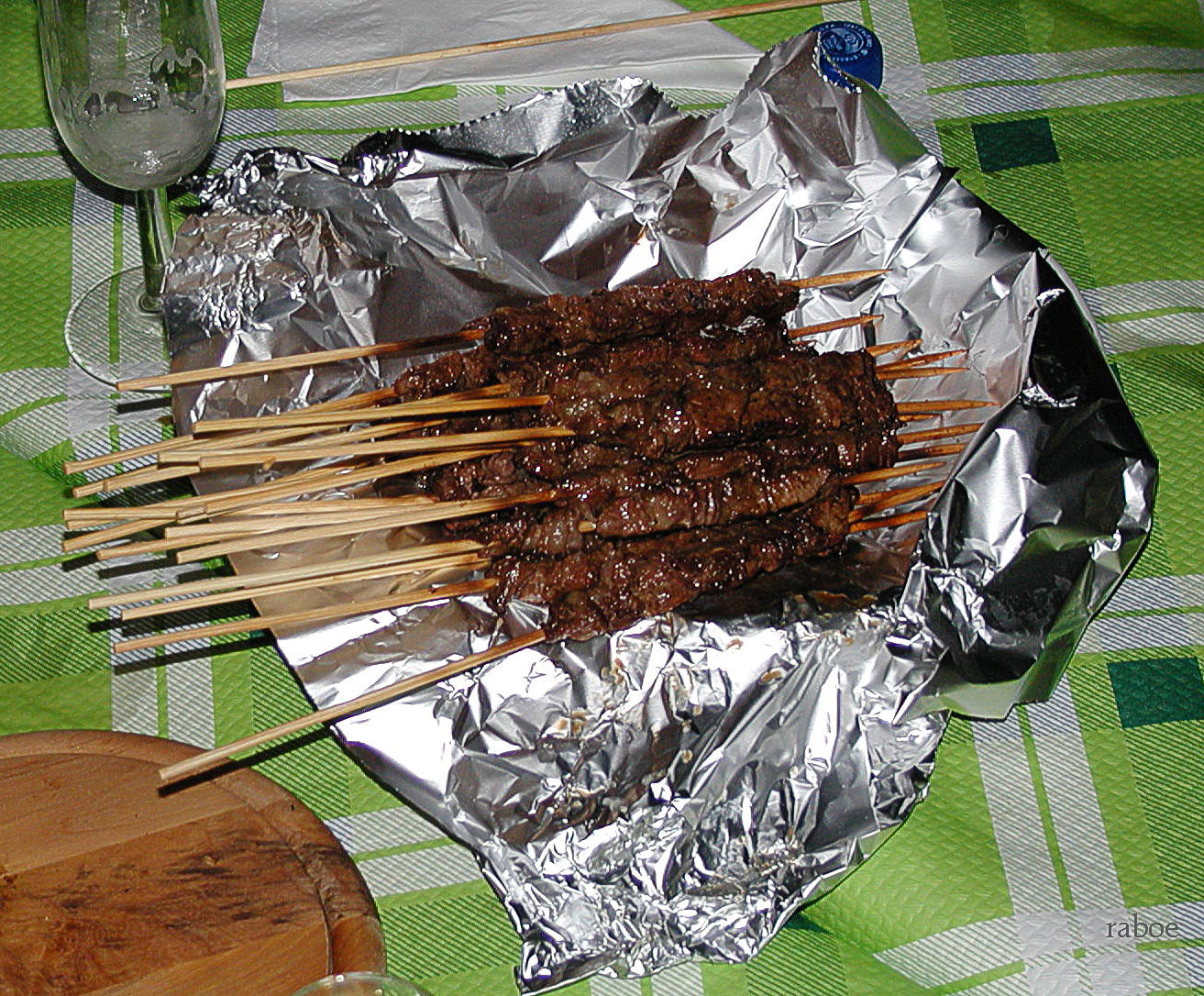
아로스티치니

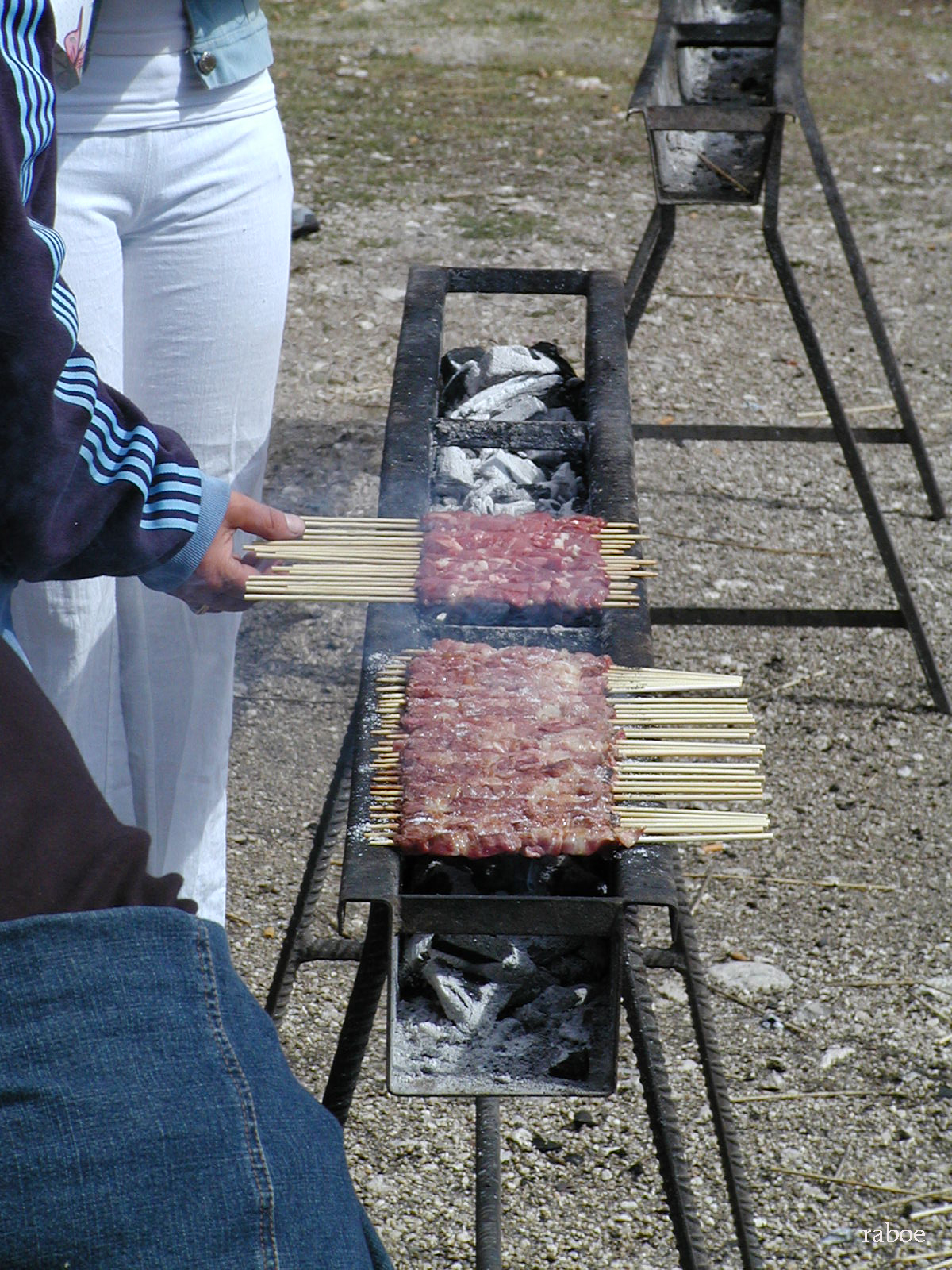
아로스티치니

아로스티치니(이탈리아어:Arrosticini)는 이탈리아의 아브루초주에서 볼 수 있는 전통 요리이다. 아르부초 지역의 사투리로는 spierini나 spidducc')로 부른다. 대개 양고기를 덩어리째 잘라서 꼬치에 꽂아 먹는다. 길게 말아서 먹기도 한다. 아브루초 주에서는 쉽게 볼 수 있는 요리로 일반 식품으로도 찾아볼 수 있다.
크게 두 종류가 있는데 10cm 정도로 길게 잘라서 꼬치에 굽는 것과 사각형 모양으로 잘라 꼽는 것이 있다.
전통적으로는 집에서 만든 빵을 엑스트라버진 올리브유에 찍어서 함께 먹는다. 포크와 같은 식기를 쓰지 않고 꼬치 째 들고 먹는 것이 보통이다.

## 같이 보기
- 사테